# Italia's Got Talent (ottava edizione)
L'ottava edizione del talent show Italia's Got Talent, composta da 10 puntate, è andata in onda dal 24 febbraio al 28 aprile 2017. L'edizione è stata vinta dal trio comico Trejolie.
Si tratta della terza edizione realizzata da Sky Italia che la trasmette in contemporanea su Sky Uno e in chiaro su TV8. La Finale è andata in onda anche su Cielo.
La conduzione del programma viene affidata per il secondo anno consecutivo a Lodovica Comello.
Come per le precedenti edizioni, il vincitore del programma, vince 100.000 euro e la possibilità di esibirsi dal vivo al The Ultimate Variety Show al V Theatre di Las Vegas.

## Trasmissione
Anche questa edizione il programma torna ad essere trasmesso in prima assoluta in chiaro su TV8, canale in chiaro i cui contenuti sono curati da Sky Italia. la trasmissione su Sky Uno rimane invariata, con la possibilità di usufruire della visione in alta definizione per i clienti Sky HD. La formula dello show prevede 7 puntate per le Audizioni, 2 Semifinali con 30 concorrenti in tutto e la Finale in diretta a cui partecipano 15 concorrenti (i 4 golden buzzer dei giudici, il golden buzzer di Lodovica Comello nelle Semifinali e i 10 concorrenti qualificati dalle Semifinali).

## Audizioni
In questa sezione sono riportati tutti i concorrenti che hanno superato la fase di Audizioni, ottenendo almeno tre sì.

### Prima puntata
La prima puntata di Audizioni è andata in onda il 24 febbraio 2017. I concorrenti che sono passati in questa prima puntata sono: 
| Nome artista                      | Genere                      |
| --------------------------------- | --------------------------- |
| Summertime Choir                  | Coro con orchestra          |
| Matteo Markus Bok                 | Ragazzo cantante            |
| Giacomo Occhi                     | Artista con teatrino comico |
| Artistic Cycling Quartet          | Cicliste acrobate           |
| Orizon Danza                      | Ballerine                   |
| Società Sportiva Sesto 76 Lisanza | Ballerini e ginnasti        |
| Tatan e Willy                     | Acrobati                    |
| Antonio Pompò                     | Cantante al contrario       |
| Federica "La Pondi" Spaccatrosi   | Twerker                     |
| Freelusion                        | Illusionisti informatici    |
| Bloko Intestinhao                 | Percussionisti              |
| Valeria Bonfanti                  | Ballerina                   |

### Seconda puntata
La seconda puntata di Audizioni è andata in onda il 3 marzo 2017. I concorrenti che sono passati in questa seconda puntata sono:
| Nome artista             | Genere                              |
| ------------------------ | ----------------------------------- |
| Matteo Trenti            | Comico                              |
| Edoardo e i Secoli Morti | Bambino batterista con band         |
| Mama’s Boyz              | Crew                                |
| Vittorio Calogero        | Anziano praticante di yoga          |
| Vioris Zoppis            | Ballerino e ginnasta                |
| F & B Acrobatics         | Acrobati                            |
| Dario e Samuele Iacoponi | BMX Freestylers                     |
| Tommaso Daigoro          | Football Freestyler                 |
| Elena e Francesco Faggi  | Cantanti                            |
| Raffaele Damen           | Fisarmonicista                      |
| Jin Gang Xiao Shi        | Artista di disciplina tipica cinese |
| U Betta Work             | Crew                                |
| Mirko Darar              | Comico                              |

È stato premuto il primo Golden Buzzer di questa edizione: Luciana Littizzetto ha premiato Elena e Francesco Faggi, fratello e sorella cantanti.

### Terza puntata
La terza puntata di Audizioni è andata in onda il 10 marzo 2017. I concorrenti che sono passati in questa terza puntata sono:
| Nome artista                    | Genere                      |
| ------------------------------- | --------------------------- |
| Jeremy Bidault                  | Aeromodellista              |
| Team Italia Trampolino Elastico | Saltano su tappeti elastici |
| Baby Flava                      | Crew di bambine             |
| Iris Brun e il maialino Pongo   | Addestratrice con maialino  |
| Zagor Borghesi                  | Comico                      |
| Japo                            | Giocoliere                  |
| Kikko                           | Break dancer                |
| Trejolie                        | Comici                      |
| Luigi Lorenzi                   | Atleta di parkour           |
| Manuel Barrocu                  | Bambino rumorista           |
| Cristiana Maffucci              | Comica                      |
| Ilaria Caputo                   | Burattinaia                 |

### Quarta puntata
La quarta puntata di Audizioni è andata in onda il 17 marzo 2017. I concorrenti che sono passati in questa quarta puntata sono:
| Nome artista            | Genere                                |
| ----------------------- | ------------------------------------- |
| Chapitombolo            | Circensi                              |
| Francesco Mondelli      | Calcolatore umano                     |
| Breakmachine            | Crew                                  |
| Rocco Sarperi           | Bambino break dancer                  |
| Mondo Ancestrale        | Performers                            |
| Il Mondo di Giulia      | Ballerine e illusioniste informatiche |
| Loris Lombardo          | Musicista                             |
| Erica Costa             | Mima                                  |
| Gennaro Guerra          | Cantante lirico                       |
| Emmanuel Valente        | Cantante en travesti                  |
| Velma K & le Crew Souls | Drag queen e ballerine                |
| Alfonso Citro           | Ballerino                             |

### Quinta puntata
La quinta puntata di Audizioni è andata in onda il 24 marzo 2017. I concorrenti che sono passati in questa quinta puntata sono:
| Nome artista        | Genere                  |
| ------------------- | ----------------------- |
| Jologik             | Crew                    |
| Adrian Stoica       | Addestratore con cani   |
| Denny Napoli        | Imitatore               |
| Pietro Zironi       | Bambino ballerino       |
| Alessandra Chillemi | Break dancer            |
| Vito Magnante       | Ballerino               |
| Jalsy               | Cantante e musicisti    |
| Brothers Fools      | Ballerini comici        |
| Antonio Carta       | Atleta di arti marziali |
| Articolo IL         | Attori                  |
| Stefano Como        | Cantante                |
| Francesco Arienzo   | Comico                  |

In questa puntata ci sono stati due Golden Buzzer: Claudio Bisio ha mandato in Finale il cantante Stefano Como, mentre Frank Matano ha premiato il comico Francesco Arienzo.

### Sesta puntata
La sesta puntata di Audizoni è andata in onda il 31 marzo 2017. I concorrenti che sono passati in questa sesta puntata sono:
| Nome artista               | Genere                               |
| -------------------------- | ------------------------------------ |
| Florence Gospel Choir      | Coro Gospel                          |
| Team Burningate            | Atleti di Calisthenics               |
| Michael Barimo             | Fischiatore                          |
| Q2 Visual                  | Ballerini e illusionisti informatici |
| Con-Tatto                  | Abbracciatori                        |
| Aurora e Daniele Scarsi    | Padre e bambina ballerini            |
| Camara Ahmed Moussa        | Giocoliere                           |
| Stefanino Circo Patafisico | Teatrino patafisico                  |
| Sand & Shadows Emotion     | Artista con sabbia e ombre           |
| Starts' Girls              | Cantanti                             |
| Zamaga Athletic Dancers    | Acrobati                             |
| Nicoletta & Silvia         | Ballerine                            |
| Olga Elena Uutai           | Musicista sciamanica                 |
| David Matz                 | Acrobata con il cerchio              |
| Viktor Moiseev             | Performer                            |
| Francesco Mazzone          | Acrobata                             |
| La Fura Dels Baus          | Circensi                             |
| Matteo Ionata              | Beatboxer                            |
| Daniele Ghiroldi           | Mentalista                           |
| Danza Taormina             | Ballerini                            |

In questa puntata è stato premuto l'ultimo Golden Buzzer da Nina Zilli, che ha premiato l'esibizione di Nicoletta & Silvia, due ballerine di cui una ex-ginnasta divenuta disabile. Inoltre si è esibita la compagnia teatrale Baraonda, costituita da persone emigrate da paesi in guerra; dopo l'esibizione, la compagnia ha chiesto di non ricevere il giudizio, in quanto l'intento dell'esibizione era esclusivamente quello di lasciare un messaggio. La compagnia non prosegue dunque nella competizione.

### Settima puntata
La settima puntata di Audizioni è andata in onda il 7 aprile 2017. I concorrenti che sono passati in questa settima puntata sono:
| Nome artista                         | Genere                              |
| ------------------------------------ | ----------------------------------- |
| Agnese Riccitelli e le sue allieve   | Ballerine                           |
| Mirko Bongi                          | Bambino comico                      |
| The Spell of Ducks                   | Cantanti                            |
| Felix Guevara                        | Cantante lirico                     |
| Mana Tahiti                          | Ballerine                           |
| BMA Junior                           | Bambini cantanti e ballerini        |
| Real Stars                           | Bambine ginnaste                    |
| Team Macramè                         | Monociclisti                        |
| Giuseppe Malcangio                   | Pianista                            |
| Francesca Del Mondo                  | Cantante                            |
| Luca Fasano                          | Giocoliere                          |
| Double Impact                        | Bambini ballerini                   |
| Matteo Tortora Live Folk Band        | Musicisti                           |
| Utveggi                              | Band                                |
| Daniele Cauduro                      | Comico                              |
| Anna "Yranib"                        | Beatboxer                           |
| Teresa Di Giovanni e Francesco Lieto | Ballerini e atleti di arti marziali |
| Donato Marchesani                    | Chitarrista                         |
| Joel Rodrigues                       | Chitarrista                         |
| Duo Molecole Show                    | Acrobati                            |
| Jose e Elena                         | Atleti di mano a mano               |
| Vincenzo Di Domenico                 | Artista con le bolle di sapone      |
| CorAcoR                              | Coro e musicisti                    |
| Pole & Postural                      | Pole dancers                        |
| The Collective Crew                  | Crew                                |

## Semifinali
Le due semifinali si sono svolte, come nella passata edizione, al Teatro 5 di Cinecittà di Roma. Durante le due Semifinali, i concorrenti vengono divisi in gruppi; al termine di tutte le esibizioni di un gruppo i giudici decidono chi di loro (anche tutti, oppure nessuno) accederà alla Finale. I posti disponibili sono solo 10, ma Lodovica Comello avrà a disposizione il golden buzzer, con cui a sua discrezione potrà salvare un concorrente eliminato, portando il numero dei finalisti a 11, più i 4 golden buzzer delle Audizioni.
Ecco i 30 concorrenti che accedono alle Semifinali:
| Nome artista                       | Genere                                |
| ---------------------------------- | ------------------------------------- |
| Matteo Markus Bok                  | Ragazzo cantante                      |
| Giacomo Occhi                      | Artista con teatrino comico           |
| Freelusion                         | Illusionisti informatici              |
| Valeria Bonfanti                   | Ballerina                             |
| Edoardo e i Secoli Morti           | Bambino batterista con band           |
| Raffaele Damen                     | Fisarmonicista                        |
| Mirko Darar                        | Comico                                |
| Jeremy Bidault                     | Aeromodellista                        |
| Zagor Borghesi                     | Comico                                |
| Kikko                              | Break dancer                          |
| Trejolie                           | Comici                                |
| Manuel Barrocu                     | Bambino rumorista                     |
| Chapitombolo                       | Circensi                              |
| Breakmachine                       | Crew                                  |
| Rocco Sarperi                      | Bambino break dancer                  |
| Il Mondo di Giulia                 | Ballerine e illusioniste informatiche |
| Gennaro Guerra                     | Cantante lirico                       |
| Alfonso Citro                      | Ballerino                             |
| Jologik                            | Crew                                  |
| Adrian Stoica                      | Addestratore con cani                 |
| Jalsy                              | Cantante e musicisti                  |
| Team Burningate                    | Atleti di calisthenics                |
| Michael Barimo                     | Fischiatore                           |
| Zamaga Athletic Dancers            | Acrobati                              |
| Olga Elena Uutai                   | Musicista sciamanica                  |
| Matteo Ionata                      | Beatboxer                             |
| Danza Taormina                     | Ballerini                             |
| Agnese Riccitelli e le sue allieve | Ballerine                             |
| Pole & Postural                    | Pole dancers                          |
| The Collective Crew                | Crew                                  |

I giudici dovranno scegliere 10 concorrenti da portare in Finale, mentre l'ultimo sarà scelto da Lodovica Comello, che avrà a disposizione il Golden Buzz.
Di seguito l'andamento delle Semifinali (in rosso gli eliminati, in verde i finalisti):

### 1ª Semifinale
Si esibiscono i primi 15 semifinalisti divisi in 5 gruppi. I giudici decidono chi far passare in Finale.

#### Primo Gruppo
| Nome artista             | Genere                      | Verdetto  |
| ------------------------ | --------------------------- | --------- |
| Edoardo e i Secoli Morti | Bambino batterista con band | Finalisti |
| Jologik                  | Crew                        | Eliminati |

Per decisione dei giudici, Edoardo in Finale si esibirà da solo.

#### Secondo Gruppo
| Nome artista            | Genere                 | Verdetto  |
| ----------------------- | ---------------------- | --------- |
| Zamaga Athletic Dancers | Acrobati               | Eliminati |
| Rocco Sarperi           | Bambino break dancer   | Eliminato |
| Team Burningate         | Atleti di Calisthenics | Finalisti |

#### Terzo Gruppo
| Nome artista   | Genere          | Verdetto  |
| -------------- | --------------- | --------- |
| Zagor Borghesi | Comico          | Eliminato |
| Gennaro Guerra | Cantante lirico | Eliminato |
| Alfonso Citro  | Ballerino       | Eliminato |

#### Quarto Gruppo
| Nome artista       | Genere                               | Verdetto  |
| ------------------ | ------------------------------------ | --------- |
| Il Mondo di Giulia | Ballerini e illusionisti informatici | Finalisti |
| Giacomo Occhi      | Artista con teatrino comico          | Eliminato |
| Chapitombolo       | Circensi                             | Eliminati |

#### Quinto Gruppo
| Nome artista                       | Genere           | Verdetto  |
| ---------------------------------- | ---------------- | --------- |
| Matteo Markus Bok                  | Ragazzo cantante | Eliminato |
| Mirko Darar                        | Comico           | Finalista |
| Agnese Riccitelli e le sue allieve | Ballerine        | Finaliste |
| Matteo Ionata                      | Beatboxer        | Finalista |

### 2ª Semifinale
Si esibiscono gli altri 15 semifinalisti divisi in 5 gruppi. I giudici decidono chi far passare in Finale.

#### Primo Gruppo
| Nome artista   | Genere                | Verdetto  |
| -------------- | --------------------- | --------- |
| Breakmachine   | Crew                  | Finalisti |
| Jalsy          | Cantante e musicisti  | Eliminati |
| Jeremy Bidault | Aeromodellista        | Eliminato |
| Adrian Stoica  | Addestratore con cani | Eliminato |

#### Secondo Gruppo
| Nome artista     | Genere               | Verdetto  |
| ---------------- | -------------------- | --------- |
| Olga Elena Uutai | Musicista Sciamanica | Eliminata |
| Michael Barimo   | Fischiatore          | Eliminato |

#### Terzo Gruppo
| Nome artista    | Genere            | Verdetto      |
| --------------- | ----------------- | ------------- |
| Pole & Postural | Pole dancers      | Finaliste     |
| Kikko           | Break dancer      | Eliminato     |
| Manuel Barrocu  | Bambino rumorista | Golden Buzzer |

Lodovica Comello ha deciso di utilizzare il suo Golden Buzzer per salvare dall'eliminazione il rumorista Manuel Barrocu.

#### Quarto Gruppo
| Nome artista     | Genere    | Verdetto  |
| ---------------- | --------- | --------- |
| Danza Taormina   | Ballerini | Eliminati |
| Trejolie         | Comici    | Finalisti |
| Valeria Bonfanti | Ballerina | Eliminata |

#### Quinto Gruppo
| Nome artista        | Genere                   | Verdetto  |
| ------------------- | ------------------------ | --------- |
| Freelusion          | Illusionisti informatici | Eliminati |
| Raffaele Damen      | Fisarmonicista           | Finalista |
| The Collective Crew | Crew                     | Eliminati |

## Finale
La finale si è svolta, come nella sesta edizione, alla Got Talent Arena di Milano. Ecco i 15 concorrenti Finalisti, compresi i golden buzzer delle Audizioni e quello di Lodovica Comello delle Semifinali, evidenziati in giallo:
| Nome artista                       | Genere                               |
| ---------------------------------- | ------------------------------------ |
| Elena e Francesco Faggi            | Cantanti                             |
| Stefano Como                       | Cantante                             |
| Francesco Arienzo                  | Comico                               |
| Nicoletta & Silvia                 | Ballerine                            |
| Edoardo dei Secoli Morti           | Bambino batterista                   |
| Team Burningate                    | Atleti di calisthenics               |
| Il Mondo di Giulia                 | Ballerini e illusionisti informatici |
| Mirko Darar                        | Comico                               |
| Agnese Riccitelli e le sue allieve | Ballerine                            |
| Matteo Ionata                      | Beatboxer                            |
| Breakmachine                       | Crew                                 |
| Pole & Postural                    | Pole dancers                         |
| Manuel Barrocu                     | Bambino rumorista                    |
| Trejolie                           | Comici                               |
| Raffaele Damen                     | Fisarmonicista                       |

A fine puntata, dopo la proclamazione del vincitore, sono state fatte scorrere nella parte inferiore dello schermo le percentuali di voto, permettendo di compilare la seguente classifica:
| Posizione | Nome artista                       | Genere                               | % voti ricevuti |
| --------- | ---------------------------------- | ------------------------------------ | --------------- |
| 1°        | Trejolie                           | Comici                               | 12,03%          |
| 2°        | Francesco Arienzo                  | Comico                               | 12%             |
| 3°        | Edoardo dei Secoli Morti           | Bambino batterista                   | 9,87%           |
| 4°        | Breakmachine                       | Crew                                 | 7,81%           |
| 5°        | Stefano Como                       | Cantante                             | 6,85%           |
| 6°        | Mirko Darar                        | Comico                               | 6,61%           |
| 7°        | Raffaele Damen                     | Fisarmonicista                       | 6,35%           |
| 8°        | Matteo Ionata                      | Beatboxer                            | 5,63%           |
| 9°        | Pole & Postural                    | Pole dancers                         | 5,58%           |
| 10°       | Manuel Barrocu                     | Bambino rumorista                    | 5,34%           |
| 11°       | Team Burningate                    | Atleti di calisthenics               | 5,1%            |
| 12°       | Il Mondo di Giulia                 | Ballerini e illusionisti informatici | 4,92%           |
| 13°       | Nicoletta & Silvia                 | Ballerine                            | 4,33%           |
| 14°       | Agnese Riccitelli e le sue allieve | Ballerine                            | 3,77%           |
| 15°       | Elena e Francesco Faggi            | Cantanti                             | 3,41%           |

I vincitori di Italia's Got Talent 2017 sono i Trejolie, un trio comico; secondo posto per un altro comico: Francesco Arienzo; medaglia di bronzo per Edoardo, il piccolo batterista dei Secoli Morti.

## Ascolti
| Puntata | Puntata                   | Messa in onda    | Sky Uno        | Sky Uno | TV8            | TV8   | Fonte | Sky Uno + TV8  | Sky Uno + TV8 |
| Puntata | Puntata                   | Messa in onda    | Telespettatori | Share   | Telespettatori | Share | Fonte | Telespettatori | Share         |
| ------- | ------------------------- | ---------------- | -------------- | ------- | -------------- | ----- | ----- | -------------- | ------------- |
| 1       | Audizioni                 | 24 febbraio 2017 | 449 000        | 1,80%   | 1 057 000      | 4,20% | [ 1 ] | 1 506 000      | 6,00%         |
| 2       | Audizioni                 | 3 marzo 2017     | 714 000        | 2,10%   | 1 372 000      | 5,30% | [ 2 ] | 2 087 000      | 7,40%         |
| 3       | Audizioni                 | 10 marzo 2017    | 357 000        | 1,40%   | 1 146 000      | 4,50% | [ 3 ] | 1 503 000      | 5,90%         |
| 4       | Audizioni                 | 17 marzo 2017    | 514 000        | 2,10%   | 1 301 000      | 5,30% | [ 4 ] | 1 815 000      | 7,40%         |
| 5       | Audizioni                 | 24 marzo 2017    | 583 000        | 2,40%   | 1 309 000      | 5,30% | [ 5 ] | 1 892 000      | 7,70%         |
| 6       | Audizioni                 | 31 marzo 2017    | 564 000        | 4,00%   | 1 446 000      | 6,00% | [ 6 ] | 2 010 000      | 10,00%        |
| 7       | Audizioni + Selection Day | 7 aprile 2017    | 599 000        | 2,30%   | 1 281 000      | 5,50% | [ 7 ] | 1 880 000      | 7,80%         |
| 8       | Semifinale 1              | 14 aprile 2017   | 546 000        | 2,10%   | 1 352 000      | 6,60% | [ 8 ] | 1 898 000      | 8,70%         |
| 9       | Semifinale 2              | 21 aprile 2017   | 443 000        | 2,20%   | 1 376 000      | 5,80% | [ 9 ] | 1 819 000      | 8,00%         |
| 10      | Finale Live               | 28 aprile 2017   |                |         | 1 482 000      | 6,60% |       | **2 309 000    | 10,10%        |
| Media   | Media                     | Media            | Media          | Media   | Media          | Media | →     | 1 872 000      | 7,90%         |

**la Finale è stata trasmessa contemporaneamente anche sull'altro canale free di proprietà Sky Italia, ovvero Cielo.